# The Majesty Demos
The Majesty Demos es el primer bootleg oficial de la banda de banda de Metal progresivo, Dream Theater. El Cd tiene 23 canciones, que están divididas en 2 partes: "The Berklee Demos" (17 canciones instrumentales), y en "The Majesty Demos" (5 canciones, 3 de las cuales son versiones con letra de Another Won, Your Majesty, y Two Far). También conocido como YTSEJAM001. 
Más tarde, Another Won sería incluido en su disco de aniversario de 20 años, Score.

## The Berklee Demos
1. Particle E. Motion
2. Another Won
3. The Saurus
4. Cry For Freedom
5. The School Song
6. YYZ
7. The Farandole
8. Two Far
9. Anti-Procrastination Song
10. Your Majesty
11. Solar System Race Song
12. I'm About to Faint Song
13. Mosquitos in Harmony Song
14. John Thinks He's Randy Song
15. Mike Thinks He's Dee Dee Ramone Introducing a Song Song
16. John Thinks He's Yngwie Song
17. Gnos Sdrawkcab

## The Majesty Demos
1. Another Won
2. Your Majesty
3. A Vision
4. Two Far
5. Vital Star
6. March of the Tyrant

- Datos: Q1067479